# República Parlamentaria (Brasil)

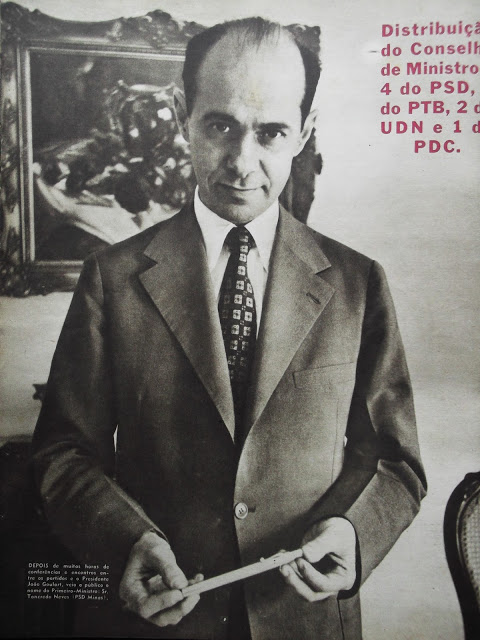
Tancredo Neves, como primer ministro de Brasil en 1961.

La República Parlamentarista fue una etapa histórica en la República Nova, desarrollado durante la presidencia de João Goulart, desde el 8 de septiembre de 1961 hasta el 24 de enero de 1963, lo que corresponde a 1 año, 4 meses y 17 días (504 días), marcado principalmente por el cambio del sistema de gobierno vigente con la Constitución de 1946, de un régimen presidencialista a un régimen parlamentario, creando el cargo de Primer ministro como jefe de gobierno, con el fin de descentralizar el poder y resolver la crisis política causada luego de la renuncia del expresidente Jânio Quadros. Esta fue la segunda experiencia parlamentaria vivida por Brasil, siendo la primera en el período del Imperio, de 1847 a 1889 .

## Contexto
Carlos Lacerda, gobernador del estado de Guanabara, al percatarse de que Jânio escapaba al control de los dirigentes de la UDN y simpatizaba acercamientos con la izquierda, decidió aprovecharse del descontento de los militantes de su partido con el gobierno, erigiéndose como vocero de la campaña contra el presidente, al tildarlo de golpista.
En un discurso del 24 de agosto de 1961, transmitido por la radio y la televisión nacional, Lacerda denunció un supuesto "complot palaciego" que estaba cometiendo el presidente Jânio, el cual comprendía realizar un Golpe de Estado hacia el Congreso nacional e instaurar un régimen socialista, y acusó a su ministro de Justicia, Oscar Pedroso Horta, de haberlo invitado a participar. La Cámara de Diputados inició sus sesiones el 25 de agosto, e Inmediatamente, los diputados llevaron el caso a discusión para esclarecer la situación.

### Renuncia de Jânio Quadros
En medio de esta denuncia, la Cámara inició los debates para acordar el método por el cual debían resolver dicha denuncia, ya fuese por medio de una Comisión de investigación, o por medio de la convocatoria de estas autoridades para esclarecer los hechos.
En medio de dicho sucesos, el diputado Néstor Duarte, líder de la minoría de gobierno en la cámara, leyó una supuesta carta de Jânio Quadros renunciando a la Presidencia de la República, dando por sorpresa al resto de la nación. La información fue entonces transmitida al Congreso Nacional por el vicepresidente del Senado Federal , Senador Auro de Moura Andrade. Dado que el Vicepresidente de Brasil se encontraba en misión oficial en China, el Presidente de la Cámara de Diputados, Ranieri Mazzilli, fue juramentado temporalmente en el cargo. Muchos rumores con el paso de las décadas aseguraron que la renuncia de Quadros fue una conspiración de los militares y el UDN para deshacerse de él.
A partir de entonces, se desenvolvió un fuerte clima de rumores, hasta que, el 28 de agosto, el presidente del Congreso Nacional transmitió a los senadores y diputados un mensaje del Presidente Ranieri Mazzilli, en el que les comunicaba una declaración unánime, en la cual recalcaba que los ministros militares no encontraban conveniente el regreso del Vicepresidente João Goulart al país, considerándolo un peligro para la seguridad de la nación
Aquí está el mensaje de Mazzilli:

Excelentísimo Señor Presidente del Congreso Nacional

Tengo el honor de comunicarle que, en su evaluación de la actual situación política creada por la dimisión del Presidente Jânio da Silva Quadros, los Ministros Militares, como Jefes de las Fuerzas Armadas, responsables del orden interno, me han manifestado la absoluta inconveniencia, por razones de seguridad nacional, del regreso al país del Vicepresidente de la República, João Belchior Marques Goulart.
Ranieri Mazzilli. Brasília, 28 de agosto de 1961.

### Salida parlamentaria
Luego de apasionados discursos, y ante la negativa de los militares y los partidarios del gobierno de retornar a Jango al país, el Pleno decidió crear una comisión mixta para opinar sobre este mensaje. La comisión, presidida por el diputado Antônio Ferreira de Oliveira Brito, concluyó que la toma de posesión del Vicepresidente como Presidente se iba a realizar, cueste lo que cueste, en los términos del art. 79 de la Constitución Federal y, a su vez, ofreció "Normas de Emergencia", las cuales proponían modificaciones en los reglamentos de las dos Cámaras (Cámara y Senado) para la consideración urgente de un proyecto de reforma constitucional, propuesto por el diputado Raúl Pilla, que proponía la modificación del sistema de gobierno a un régimen parlamentario.
Posturas contrarias a la propuesta, apoyadas por la sociedad, principalmente por la Campaña por la Legalidad, iniciada en Rio Grande do Sul por el gobernador Leonel Brizola y transmitidas por los parlamentarios, llevaron a movilizaciones contundentes contra la propuesta parlamentaria en esas circunstancias, bajo coacción militar.
El Congreso consideraba que era la mejor opción, ya que permitiría que el gobierno fuese compuesto por un gabinete plural, de acuerdo a la composición política de ambas cámaras, permitiendo así la participación de partidos opuestos a Jango, como UDN y el PSD, conviviendo a su vez con el presidente legítimo constitucionalmente.
El apoyo a la enmienda creció a medida que empeoraba la situación en el país. Y así, el 2 de septiembre de 1961, fue aprobada la Enmienda Constitucional n.º 4, con 288 votos a favor y 55 en contra, instituyendo así - por segunda vez - el parlamentarismo en Brasil.

## Gabinetes

El Presidente João Goulart y el vicepresidente Ranieri Mazzilli en la toma de posesión de Tancredo Neves como Primer Ministro en 1961.

Al día siguiente de su toma de posesión, el presidente João Goulart envió un mensaje a la Cámara de Diputados, que informaba la designación de Tancredo Neves como primer ministro. Dicha resolución fue aprobado inmediatamente por 259 votos a favor contra 22 votos en contra

### Tancredo Neves
El primer Gabinete parlamentario, presidido por Tancredo Neves, buscaba constituir una base política amplia el cual fuese la mayor representación fiel de la composición política de la Cámara de diputados, pudiendo ser capaz de reconstruir el diálogo entre los principales partidos del país. El Gabinete estuvo integrado por los siguientes ministros:
| Cartera ministerial         | Ministro | Ministro                            | Partido | Partido |
| --------------------------- | -------- | ----------------------------------- | ------- | ------- |
| Educación                   |          | Antonio Ferreira de Oliveira Brito  |         | PSD     |
| Agricultura                 |          | Armando Monteiro Filho              |         | PSD     |
| Industria y Comercio        |          | Ulises Guimarães                    |         | PSD     |
| Relaciones Exteriores       |          | Francisco C. de San Tiago Dantas    |         | PTB     |
| Salud                       |          | Estació Gonçalves Souto Maior       |         | PTB     |
| Transporte y Obras Públicas |          | Virgilio Távora                     |         | UDN     |
| Minas y Energía             |          | Gabriel Pasos                       |         | UDN     |
| Trabajo y Seguridad Social  |          | André Franco Montoro                |         | PDC     |
| Hacienda                    |          | Walter Moreira Ventas               |         | ind.    |
| Guerra                      |          | General João de Segadas Viana       |         | militar |
| Armada                      |          | Almirante Angelo Nolasco de Almeida |         | militar |
| Aeronáutica                 |          | Brigadier Clovis Monteiro Travassos |         | militar |

El Gabinete de Tancredo Neves ( 1961-1962 ) logró aprobar importantes reformas, manteniendo una política discreta e independiente, con una política exterior enfocada al multilateralismo y una política social enfocada en la Reforma Agraria y la escolarización de la sociedad.
Entre sus principales reformas aprobadas más destacables son:
- Ley N° 4024 de 20 de diciembre de 1961, Primera Ley de Lineamientos y Bases de la Educación Nacional.
- Ley N° 4.214 del 2 de marzo de 1962, crea el Estatuto del Trabajador Rural, sindicalizando a la clase rural y extendiendo la legislación social al campo.
- Ley N° 4070 del 15 de junio de 1962, que elevó el Territorio de Acre a la categoría de Estado .
- Ley N° 4090 de 13 de julio de 1962, que instituye por primera vez el Aguinaldo en Brasil.
- Ley N° 4.137 de 10 de septiembre de 1962, que disciplina la represión del abuso del poder económico.

Los esfuerzos de Tancredo Neves por apaciguar los ánimos y reformar el país desde "arriba" tuvieron un éxito parcial. Muchos de los logros de su gabinete siguen presentes hasta el día de hoy.
Sin embargo, a partir de 1962, el régimen parlamentario comenzó a perder popularidad, especialmente en el Congreso. Ante la falta de apoyos para seguir aprobando otras reformas moderadas, El 12 de julio de 1962, el Primer ministro y todo su Gabinete decidieron dimitir.

### Francisco Brochado Da rocha

Francisco de Paula Brochado da Rocha, Segundo Primer ministro

El 10 de julio de 1962 , Francisco de Paula Brochado da Rocha fue elegido Primer ministro de la Unión con mayoría absoluta. El gabinete eligió como prioridad para su gobierno el combate a la inflación y la búsqueda de popularidad, debido a la anticipación del referéndum constitucional, previsto para principios de 1965,  adelantado a diciembre de 1962, para decidir sobre la continuidad del régimen parlamentario.
El 10 de agosto solicitó al Congreso Nacional el otorgamiento de facultades extraordinarias a su Gabinete, con el fin de que el gobierno legislara en temas prioritarios,  tales como el monopolio de la importación de petróleo y derivados, y una regulación del estatuto del trabajador rural.
En respuesta, la mayoría de los parlamentarios se declararon en contra y rechazaron su solicitud. Sin embargo, la recién formada Comandancia General de Trabajadores (CGT) se comprometió a respaldar el programa del nuevo gobierno, bajo la condición de que se otorgara un aumento del 100% del salario mínimo, institucionalizar las reformas básicas y adelantar la fecha para la celebración del plebiscito al 7 de octubre. En caso de desacuerdo, se desencadenaría una huelga general .
Debido a la presión de los líderes sindicales, el 13 de septiembre, Brochado da Rocha envió al Congreso nuevamente una solicitud de delegación de poderes y propuso fijar la fecha del plebiscito para el 7 de octubre. Sin embargo, como su solicitud fue denegada, renunció el 14 de septiembre, dimitiendo consecutivamente todo el Gabinete .

### Hermes Lima
Al día siguiente de la renuncia de Brochado da Rocha, la CGT cumplió su palabra e inició una huelga general, lo que obligó al Congreso Nacional a aprobar de emergencia un proyecto de ley que autorizaba el adelanto del referéndum al 6 de enero de 1963.
El presidente Jango, entonces, designó a Hermes Lima como Primer ministro, cargo que ocupó desde el 18 de septiembre de 1962 hasta el 24 de enero de 1963, cuando el Referéndum destinado a elegir el régimen determinó el retorno al presidencialismo.

## Vuelta al presidencialismo
Desde inicios de 1962, el presidente João Goulart defendió abiertamente la necesidad de restaurar el presidencialismo, considerando que ocasinaba muchos problemas de gobernabilidad. Los opositores, por otro lado, veían al régimen cada vez más como inviable para la institucionalidad que necesitaba el país. El régimen parlamentario duró hasta 1963, cuando un referéndum restauró el carácter presidencial, devolviendo al presidente sus poderes ejecutivos. Tales hechos tuvieron un peso decisivo en el ajedrez político de la época, teniendo mucho peso en desencadenar el Golpe de Estado de 1964 .